# Fondation Santé bernoise
Vous pouvez aider à l'améliorer ou bien discuter des problèmes sur sa page de discussion.
- Il ne s’appuie pas, ou pas assez, sur des sources secondaires ou tertiaires. (Marqué depuis mars 2020)
- Il est orphelin : moins de trois articles lui sont liés. Aidez à ajouter des liens en plaçant le code [[Fondation Santé bernoise]] dans les articles relatifs au sujet. (Marqué depuis mars 2020)

- Archive Wikiwix
- Bing
- Cairn
- DuckDuckGo
- E. Universalis
- Gallica
- Google
- G. Books
- G. News
- G. Scholar
- Persée
- Qwant
- (zh) Baidu
- (ru) Yandex
- (wd) trouver des œuvres sur Wikidata

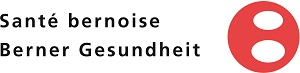
Logo de Santé bernoise

La Fondation Santé bernoise est une organisation active dans les domaines de la promotion de la santé et de la consultation en matière d'addictions dans le canton de Berne. 
Ses tâches-clés sont la  promotion de la santé et la prévention, l'éducation sexuelle, la consultation et la thérapie en matière d'addictions. L'organisation travaille sur mandat de la Direction de la santé, des affaires sociales et de l'intégration,.
|

## Objectif, organisation et financement
La Fondation Santé bernoise est certifiée QuaThéDA (en abrégé : système de gestion de la qualité, thérapie, drogues, alcool et est indépendante sur le plan politique et confessionnel. Elle est dirigée de manière centralisée et offre ses services de manière décentralisée. En plus de la direction basée à Berne, Santé bernoise est présente dans les régions de Berne, d'Emmental-Haute-Argovie, du Jura bernois-Seeland et de l'Oberland bernois avec au total quatre centres régionaux (Berne, Berthoud, Bienne, Thoune) et 15 sites de consultation dans tout le canton. Elle est largement financée par le secteur public.

## Tâches-clés et offres
Les tâches principales sont la promotion de la santé et la prévention, l'éducation sexuelle, la consultation et la thérapie en matière d’addictions.

### Promotion de la santé et prévention
Les conseillers spécialisés forment, conseillent et informent les personnes et les groupes issus des écoles, des crèches, des familles, des foyers, des entreprises de formation, des communes et des associations. C’est par l’intermédiaire des multiplicateurs que Santé bernoise atteint les groupes-cibles, soit les enfants et les jeunes. Les experts soutiennent les multiplicateurs dans la planification et la mise en œuvre de mesures préventives sur les thèmes du cannabis, de l'alcool, des drogues illicites, des médias numériques, des jeux d'argent, du tabac, du climat dans les salles de classe, du stress, de la violence et du harcèlement, des compétences psychosociales, de la diversité, de la sexualité/amour, de la dépression et du suicide, de la santé mentale.
L'offre d'éducation sexuelle de Santé bernoise complète l'éducation sexuelle à l'école, à la maison et en famille. Les conseillères et conseillers spécialisés proposent des discussions de groupe sur l'éducation sexuelle dans les classes, conseillent les adolescent-e-s et les jeunes adultes et encadrent les enseignant-e-s ainsi que les éducatrices et les éducateurs.

### Consultation et thérapie en matière d’addictions
Des spécialistes proposent des consultations psychosociales et des thérapies ambulatoires aux personnes concernées et à leurs proches, sous forme d’entretiens individuels, de couple, de famille ou en groupe. En cas de besoin, il est fait appel à des traducteurs interculturels. Les thèmes spécifiques à la consultation et thérapie sont : cannabis, alcool, drogues illicites, médias numériques, jeux d'argent, tabac, médicaments, achats compulsifs, addiction au sexe et troubles du comportement alimentaire.

## Historique
L'organisation n'a été créée en tant que fondation qu'en 1998, mais ses débuts remontent à 1931. De 1931 à 1998, l'organisation était une fédération (formellement une association, puisque la Suisse n'a pas de droit effectif en matière de fédération). Lors de sa création en 1931, l'organisation s'appelait Verband Bernischer Fürsorgestellen für Alkoholkranke (VBFA) (Association des centres d'aide pour alcooliques du canton de Berne). Elle a rassemblé diverses organisations étatiques et semi-étatiques qui se sont engagés pour les alcooliques. Au début, la VBFA s'occupait exclusivement de l'alcoolisme, mais aujourd'hui, les tâches sont bien plus nombreuses (voir ci-dessus). La neutralité politique et confessionnelle était déjà ancrée dans les premiers statuts de l'organisation.
En 1946, l'association s'élargit et viennent s’ajouter des structures de traitement stationnaire pour les personnes souffrant d'alcoolisme dans le canton de Berne. L'organisation s'appelait alors Association des centres d'aide sociale et des sanatoriums pour alcooliques bernois (VBFHA). Le nom et la structure de l'organisation restent essentiellement inchangés jusqu'en 1986. Cependant, quatre centres dits offices de prévention sont ouverts durant cette période (1965 à Berne, 1971 à Thoune, 1972 à Bienne et 1982 à Langenthal). Ces structures sont les précurseurs des centres de prévention de Santé bernoise qui existent encore aujourd'hui.
Les statuts de l'organisation sont révisés en 1986 et, en particulier, son objectif est considérablement élargi. Désormais, l'organisation s'appelle Bernischer Verband für Suchtragen (BVS) (Association bernoise pour les questions de toxicomanies). Le BVS est désormais responsable de toutes les dépendances, et pas seulement de l'alcoolisme. En 1993, le nom est à nouveau modifié, pour devenir Santé bernoise. Cela était à nouveau lié à l'élargissement de l'objectif de l'organisation : Ce n'est qu’à partir de là que l'organisation s'occupe également d'éducation sexuelle et pas seulement de problèmes d’addictions. Avant 1993, l'hôpital des femmes de Berne (qui fait maintenant partie de l'Hôpital de l'Ile (l'Inselspital) disposait d'un Centre spécialisé pour l'éducation sexuelle, qui a été dissous ou intégré à Santé bernoise en 1993.
Enfin, en 1998, elle adopte sa structure actuelle et devient une fondation. Jusqu'alors, les 25 centres spécialisés étaient soutenus par pas moins de 19 organisations différentes, qui étaient regroupées au sein de Santé bernoise. Au cours de cette restructuration, ces organismes ont été dissous. Le premier président du Conseil de fondation a été l'ancien conseiller d'État bernois Kurt Meyer (PS).
De 1999 à 2001, Santé bernoise restructure son offre : quatre centres régionaux (voir ci-dessus) sont créés, ceux-ci existent encore aujourd'hui. En outre, il existe 15 centres de consultation plus petits dans tout le canton. En 2003, les services d'éducation sexuelle sont étendus à l'ensemble du canton germanophone (auparavant seulement à Berne). En 2004, le Centre Jura bernois-Seeland reçoit le label du bilinguisme. Urs Wüthrich (SP), alors Préfet, est président du conseil de la fondation de Santé bernoise de 2005 à 2009. Depuis 2009, c'est l'ancien membre du Conseil municipal de Köniz et membre UDC du Grand Conseil, Ueli Studer, qui occupe cette fonction.
Le 1er janvier 2015, Santé bernoise inclut dans son mandat de prestations la consultation ambulatoire pour les jeunes. Les services de consultation ambulatoire du Réseau Contact sont intégrés à Santé bernoise à cette date. Les anciens collaborateurs du Réseau Contact poursuivent leur travail à Santé bernoise.
Santé bernoise reprend en 2017 le mandat de consultation et les relations de travail de l'ancienne association APESE (éducation sexuelle francophone). Les changements structurels encouragés par le canton de Berne dans le cadre de la stratégie d'aide aux personnes dépendantes conduisent Santé bernoise à reprendre l'ensemble des services ambulatoires en matière d'addictions dans le Jura bernois - c'est-à-dire également dans le domaine des drogues illicites - à partir du 1er juillet 2018.
Le 1er février 2019, l'Alliance Compétences Santé décerne le 1er prix au projet de promotion de la santé Papa Prêt du Département bernois de la santé.